# Coppa Italia 2013-2014 (calcio a 5)
La 29ª edizione della Coppa Italia di calcio a 5, l'undicesima disputata con la formula final eight, si è svolta dal 13 al 16 marzo 2014 a Pescara presso il Palasport Giovanni Paolo II. Tutti gli incontri della manifestazione sono state trasmesse sui canali Rai Sport 1 e Rai Sport 2. Anche per quest'anno è stato confermato l'abbinamento tra la Coppa Italia di Serie A e quelle di Serie A femminile e Under 21, disputate però al PalaRoma della vicina Montesilvano. Il sorteggio delle tre competizioni è stato effettuato lunedì 24 febbraio presso la sala Consiliare del Comune di Pescara alla presenza di Márcio Forte (Real Rieti Calcio a 5), Murilo Ferreira (Acqua e Sapone Calcio a 5) e Luciléia (S.S. Lazio Calcio a 5 Femminile).

## Formula[3]
Le prime otto classificate dopo il girone di andata sono raggruppate in due gruppi: nel gruppo A ci sono le prime quattro della classifica dopo il girone di andata mentre, nel gruppo B, quelle dal quinto all'ottavo posto. Nei quarti di finale, si affrontano una squadra del gruppo A ed una del gruppo B in una gara unica. Le vincenti accedono alle semifinale e poi alla finale per il primo posto, anch'esse in gara unica. La vincitrice della finale si aggiudica il trofeo. La formula prevede che in tutte le gare, esclusa la finale, in caso di parità dopo i tempi regolamentari la vittoria verrà assegnata direttamente ai tiri di rigore. Nella finale, invece, in caso di parità dopo i 40' si svolgeranno due tempi supplementari di 5 minuti ciascuno. In caso di ulteriore parità al termine degli stessi, la coppa verrà assegnerà dopo i tiri di rigore.

## Squadre qualificate
In seguito alla rinuncia della Marca Futsal a prendere parte alla manifestazione, la Divisione Calcio a 5 ha ratificato l'ammissione della società Napoli Calcio a 5, giunta nona al termine del girone di andata; in conseguenza di ciò la società L.C. Five Martina, giunta quinta, è stata inserita tra le teste di serie.

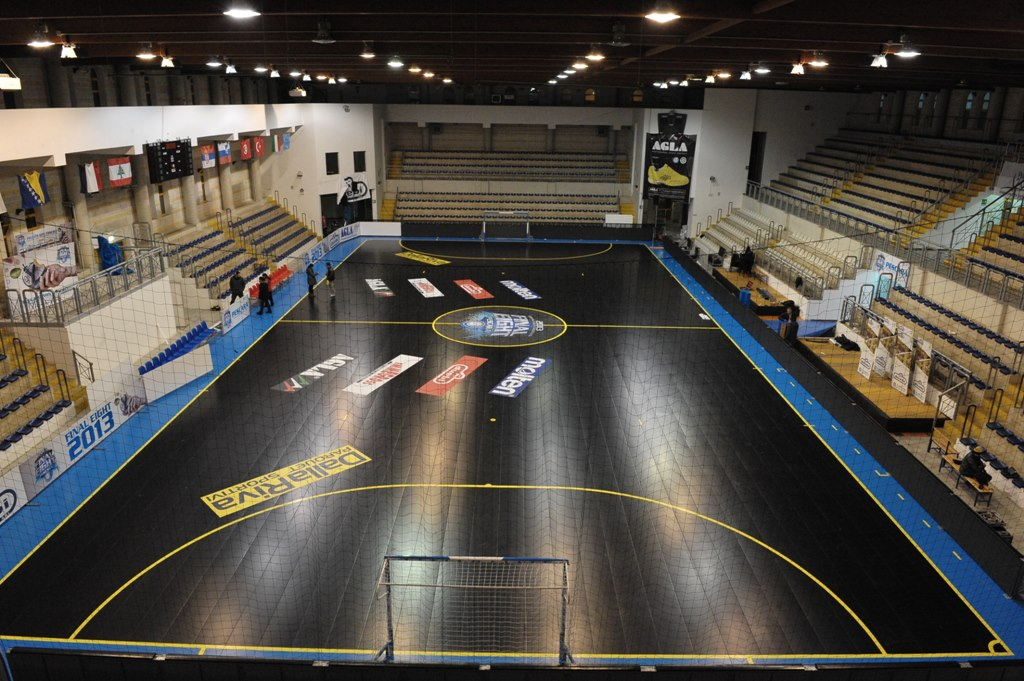
Il Palasport “Giovanni Paolo II” durante la manifestazione

| Gruppo A | Gruppo A       | Gruppo B | Gruppo B   |
| 1        | Asti           | 6        | Kaos       |
| 3        | Acqua e Sapone | 7        | Real Rieti |
| 4        | Luparense      | 8        | Lazio      |
| 5        | LCF Martina    | 9        | Napoli     |

## Il Palazzetto
La manifestazione si è giocata per la seconda edizione consecutiva presso il Palasport Giovanni Paolo II di Pescara. Il palazzetto può accogliere circa 2.500 persone a sedere. Per la quarta edizione il fondo di gioco è costituito da un parquet smontabile di colore nero fornito dalla ditta Della Riva, sponsor della Divisione Calcio a 5.

## Tabellone
|  | Quarti di finale | Quarti di finale | Quarti di finale |                |           | Semifinali | Semifinali | Semifinali |  |  | Finale | Finale | Finale |  |
|  |                  |                  |                  |                |           |            |            |            |  |  |        |        |        |  |
|  | Luparense (dcr)  | Luparense (dcr)  | 1(5)             |                |           |            |            |            |  |  |        |        |        |  |
|  | Luparense (dcr)  | Luparense (dcr)  | 1(5)             |                |           |            |            |            |  |  |        |        |        |  |
|  | Real Rieti       | Real Rieti       | 1(3)             |                |           |            |            |            |  |  |        |        |        |  |
|  | Real Rieti       | Real Rieti       | 1(3)             |                | Luparense | Luparense  | 2          |            |  |  |        |        |        |  |
|  |                  |                  |                  |                | Luparense | Luparense  | 2          |            |  |  |        |        |        |  |
|  |                  |                  | Lazio            | Lazio          | 4         |            |            |            |  |  |        |        |        |  |
|  | Asti             | Asti             | Lazio            | Lazio          | 4         | 2          |            |            |  |  |        |        |        |  |
|  | Asti             | Asti             |                  |                |           |            |            |            |  |  |        |        |        |  |
|  | Lazio            | Lazio            | 7                |                |           |            |            |            |  |  |        |        |        |  |
|  | Lazio            | Lazio            | 7                |                | Lazio     | Lazio      | 1          |            |  |  |        |        |        |  |
|  |                  |                  |                  |                |           |            |            |            |  |  |        |        |        |  |
|  |                  |                  | Acqua e Sapone   | Acqua e Sapone | 3         |            |            |            |  |  |        |        |        |  |
|  | LCF Martina      | LCF Martina      | Acqua e Sapone   | Acqua e Sapone | 3         | 3          |            |            |  |  |        |        |        |  |
|  | LCF Martina      | LCF Martina      |                  |                |           |            |            |            |  |  |        |        |        |  |
|  | Napoli           | Napoli           | 4                |                |           |            |            |            |  |  |        |        |        |  |
|  | Napoli           | Napoli           | 4                |                | Napoli    | Napoli     | 2          |            |  |  |        |        |        |  |
|  |                  |                  |                  |                | Napoli    | Napoli     | 2          |            |  |  |        |        |        |  |
|  |                  |                  | Acqua e Sapone   | Acqua e Sapone | 3         |            |            |            |  |  |        |        |        |  |
|  | Acqua e Sapone   | Acqua e Sapone   | Acqua e Sapone   | Acqua e Sapone | 3         | 4          |            |            |  |  |        |        |        |  |
|  | Acqua e Sapone   | Acqua e Sapone   |                  |                |           |            |            |            |  |  |        |        |        |  |
|  | Kaos             | Kaos             | 3                |                |           |            |            |            |  |  |        |        |        |  |

## Risultati

### Quarti di finale
Le otto squadre classificate si incontreranno in gare di sola andata.
Risulteranno qualificate alla semifinali le quattro squadre che nei rispettivi incontri avranno segnato il maggior numero di reti.
In caso di parità, al termine dei tempi regolamentari, si procederà direttamente ai tiri di rigore.
| Arbitri: | Andrea Sabatini (Bologna) Leonardo Balli (Prato) Filippo Ragalà (Bologna) |
| Crono:   | Fabrizio Burattoni (Lugo di Romagna)                                      |

|                                         |                      |                           |
| Canal 14'31’’                           | Marcatori            | 3'33’’ Crema              |
| Honorio E. Bertoni Canal Taborda Merlim | Tiri di rigore 4 – 2 | Daví Forte Rescia De Luca |

| Arbitri: | Fabio Gelonese (Milano) Andrea Giada (Mestre) Francesco Scarpelli (Padova) |
| Crono:   | Leonardo Gaetani (Pescara)                                                 |

|                                      |           | |
| Cavinato 16'30’’ De Oliveira 32'17’’ | Marcatori | 9'50’’ Bacaro 11'28’’, 17'00’’, 21'05’’ Dimas 26'32’’ Paulinho da Silva 30'06’’ Héctor 34'02’’ Bacaro |

| Arbitri: | Mauro Albertini (Ascoli Piceno) Giancarlo Lombardi (Roma 1) Gaudenzio Raffaelli (Terni) |
| Crono:   | Gaspare Maurici (Prato)                                                                 |

|                                                      |           |                                                       |
| Paulinho Pinto 14'27’’ Caio 27'39’’ Arellano 38'53’’ | Marcatori | 6'34’’, 19'46’’ Evandro 37'25’’ González 39'46’’ Bico |

| Arbitri: | Gianmichele Frasconi (Olbia) Rocco De Francesco (Bari) Carmelo Loddo (Reggio Calabria) |
| Crono:   | Vincenzo Francese (Battipaglia)                                                        |

|                                                            |           |                                          |
| Murilo 0'23’’ Calderolli 7'03’’, 33'59’’ Cuzzolino 37'26’’ | Marcatori | 1'25’’ Kaká 10'23’’ Pedotti 35'16’’ Coco |

### Semifinali
Le quattro squadre classificate si incontreranno in gare di sola andata.
Risulteranno qualificate alla finale le due squadre che nei rispettivi incontri avranno segnato il maggior numero di reti.
In caso di parità, al termine dei tempi regolamentari, si procederà alla effettuazione dei tiri di rigore.
| Arbitri: | Nicola Manzione (Salerno) Giacomo De Varti (Foggia) Francesco Nitti (Barletta) |
| Crono:   | Maurizio Vecchione (Terni)                                                     |

|                               |           |                                                                            |
| Caputo 1'29’’ Honorio 35'49’’ | Marcatori | 33'40’’ Paulinho da Silva 35'20’’ Héctor 39'08’’ Bacaro 39'47’’ Molitierno |

| Arbitri: | Alessandro Malfer (Rovereto) Stefano Lena (Treviso) Vincenzo Giannantonio (Campobasso) |
| Crono:   | Francesco Cirillo (Rovereto)                                                           |

|                              |           |                                                  |
| Noro 15'44’’ Fornari 39'51’’ | Marcatori | 22'07’’ Chaguinha 26'14’’ Caetano 39'02’’ Murilo |

### Finale
Risulterà vincitrice della Coppa Italia di Serie A stagione sportiva 2013/2014 la squadra che avrà segnato il maggior numero di reti. In caso di parità, al termine dei tempi regolamentari, si effettueranno due tempi supplementari della durata di 5 minuti ciascuno. In caso di ulteriore parità si procederà alla effettuazione dei tiri di rigore.
| Arbitri: | Domenico Daidone (Trapani) Angelo Galante (Ancona) Daniele Di Resta (Roma 2) |
| Crono:   | Vincenzo Messina (Vasto)                                                     |

| |            | |
| Bacaro 39'05’’ | Marcatori  | 27'52’’, 37'03’’ Leitão 40'00’’ Calderolli |
| · Francesco Molitierno · Vinícius Bacaro · Paulinho da Silva · Luca Ippoliti · Dimas · Javier Adolfo Salas · Raúl Manjón · Héctor Albadalejo · Rubén Cornejo · Angelo Schininà · Giuseppe Mentasti · David Patrizi | Formazioni | · Stefano Mammarella · Chaguinha · Fernando Leitão · Leandro Cuzzolino · Murilo Ferreira · Thomas Egea · Fabricio Calderolli · Cristian Borruto · Luiz Paulo Caetano · Yuri Di Matteo · Davide Baiocchi · Germano Montefalcone |
| Daniele D'Orto | Allenatori | Massimiliano Bellarte |

## Classifica marcatori
| Gol |  |  | Giocatore           | Squadra        |
| --- |  |  | ------------------- | -------------- |
| 4   |  |  | Vinícius Bacaro     | Lazio          |
| 3   |  |  | Fabricio Calderolli | Acqua e Sapone |
| 3   |  |  | Dimas               | Lazio          |
| 2   |  |  | Héctor Albadalejo   | Lazio          |
| 2   |  |  | Evandro             | Napoli         |
| 2   |  |  | Murilo Ferreira     | Acqua e Sapone |
| 2   |  |  | Fernando Leitão     | Acqua e Sapone |
| 2   |  |  | Paulinho da Silva   | Lazio          |
| 1   |  |  | Esteban Arellano    | LCF Martina    |
| 1   |  |  | Bico Pelentir       | Napoli         |
| 1   |  |  | Caio                | LCF Martina    |
| 1   |  |  | Luiz Paulo Caetano  | Acqua e Sapone |
| 1   |  |  | Mauro Canal         | Luparense      |
| 1   |  |  | Ricardo Caputo      | Luparense      |

| Gol |  |  | Giocatore            | Squadra        |
| --- |  |  | -------------------- | -------------- |
| 1   |  |  | Diego Cavinato       | Asti           |
| 1   |  |  | Chaguinha            | Acqua e Sapone |
| 1   |  |  | Wellington Coco      | Kaos           |
| 1   |  |  | Manoel Crema         | Real Rieti     |
| 1   |  |  | Leandro Cuzzolino    | Acqua e Sapone |
| 1   |  |  | Júlio De Oliveira    | Asti           |
| 1   |  |  | Jader Fornari        | Napoli         |
| 1   |  |  | Lucho González       | Napoli         |
| 1   |  |  | Humberto Honorio     | Luparense      |
| 1   |  |  | Kaká                 | Kaos           |
| 1   |  |  | Francesco Molitierno | Lazio          |
| 1   |  |  | Noro                 | Napoli         |
| 1   |  |  | Giovani Pedotti      | Kaos           |
| 1   |  |  | Paulinho Pinto       | LCF Martina    |

## Premi[7]
- Miglior giocatore AGLA: Fernando Leitão (Acqua e Sapone)
- Miglior portiere AGLA:: Stefano Mammarella (Acqua e Sapone)